# さよならの物語
「さよならの物語」（さよならのものがたり）は、1983年1月21日に発売された堀ちえみの5枚目のシングル。

## 解説
- オリコンチャート上においては、当シングル曲が堀自身初めて週間10位以内（最高8位）に入り、かつ最大のヒット作品となる18.7万枚のセールスを記録した[1]。
- さらに、TBSテレビ系『ザ・ベストテン』[3]及び日本テレビ系列『ザ・トップテン』にも、自身初めて共に10位以内のランクインを果たしている[2]。

## 収録曲
- 両楽曲共に、編曲：鷺巣詩郎

1. さよならの物語（3分12秒）
作詞：岩里祐穂／作曲：岩里未央
2. やさしさの横顔（2分44秒）
作詞・作曲：松宮恭子